# Pont de Chaotianmen
Le pont principal de Chaotianmen (chinois simplifié : 朝天门大桥 ; chinois traditionnel : 朝天門大橋 ; pinyin : Cháotiānmén Dàqiáo) près de Chongqing, sur le Yangzi Jiang, est un pont en arc en treillis métallique, de type bow-string, à tablier intermédiaire, d'une longueur totale de 932 m. Avec une travée principale de 552 m de longueur, le pont de Chaotianmen est actuellement[Quand ?] le plus grand pont en arc du monde[source insuffisante]. Cette travée est plus longue de 2 m que celle du pont de Lupu à Shanghai, qui détenait le précédent record avec 550 m. 
Le treillis des travées latérales a été mis en place par des méthodes cantilever avec l'aide de palées d’appui temporaires. Le treillis de la travée principale a été installé à l'aide d’un pylône, par élinguage.

## Descriptif général
Le pont de Chaotianmen est situé à 1,2 km en aval de Chaotianmen à Chongqing, en Chine. Il s’agit d’un franchissement important reliant des centres urbains d’affaires sur les deux rives du fleuve Yangzi Jiang. 
D’une longueur totale de 1 741 m, le pont est constitué d’un pont principal et de deux viaducs d’accès. Le pont principal est un pont en arc métallique de 932 m de long, constitué de trois travées de longueurs respectives 190 m, 552 m et 190 m. Les viaducs d’accès sont des ponts à poutres continues en béton précontraint de 314 m de longueur pour le viaduc nord et 495 m pour le viaduc d’accès sud.
Avec une travée principale longue de 552 m, l’ouvrage est actuellement[Quand ?] le plus grand pont en arc du monde. Cette travée est plus longue de 2 m que celle du Pont de Lupu à Shanghai qui détenait le précédent record avec 550 m. 
L’ouvrage est à deux niveaux. Le tablier supérieur est large de 36,5 m et compte six voies de circulation et deux trottoirs. Le tablier inférieur supporte deux voies ferrées pour des lignes municipales et deux voies de chaque côté.

Coupe du pont Chaotianmen

## Paramètres de conception
Les spécifications routières sont les suivantes : il s’agit un tronçon d’autoroute urbain dont la vitesse de référence pour la conception est de 60 km/h. Le tablier supérieur comporte deux fois trois voies de 3,75 m de largeur et deux passages piétons de 2,5 m de large. Le tablier inférieur comprend deux fois deux voies avec une hauteur libre supérieure ou égale à 5,0 m.
Les spécifications de la voie ferrée sont celles d’une ligne légère à deux voies avec un écartement en ligne de 4,2 m, une vitesse de conception de 80 km/h et une pointe autorisée de 100 km/h, un gabarit ferroviaire de 9,2 m en hauteur et de 6,5 m en largeur.
La charge prise en compte est de 2,5 kN/m2 pour le calcul général de la structure et de 4,0 kN/m2 pour le calcul des pièces de détail.
Sur le plan météorologique, la vitesse maximale du vent prise en compte est de 26,7 m/s et la température varie entre +45 °C et −5 °C avec une température moyenne de 20 °C et un gradient de température de ±25 °C.

## Caractéristiques de l’ouvrage

### La structure métallique
Le pont principal est un pont en arc de type bow-string à trois travées continues. Les travées latérales sont constituées de treillis de hauteur variable, et la travée du milieu est un arc en treillis en acier encastré à chacune de ses extrémités. La hauteur entre le sommet de l’arc et le milieu de la travée est de 142 m. La corde de l’arc inférieur est une parabole de 128 m au sommet, et l’élancement, le ratio hauteur /travée, de  est 1/4,3125. La poutre centrale est constituée d’un treillis en N (type poutre Pratt) de hauteur variable. Celle-ci est de 14 m est à mi-travée et de 11,83 m en extrémité. Du fait de cette hauteur variable, les montants des panneaux du treillis ont des longueurs respectives de 12 m, 14 m et 16 m.
Deux tirants sont positionnés dans la travée principale, espacés verticalement de 11,83 m. Le tirant supérieur ne traverse pas la totalité du treillis constituant l’arc mais n’est raccordé qu’à la corde inférieure de l’arc, alors que le tirant inférieur traverse tout le treillis pour se connecter à la corde supérieure de l’arc. Le tirant supérieur est constitué d’une poutre en H, alors que le tirant inférieur est une poutre en I complétée de câbles.
L’ouvrage comprend un système d’appui articulé. Dans le sens longitudinal, des appareils d’appuis fixes articulés sont disposés au milieu de la pile du côté nord, et des appareils d’appuis mobiles sur les autres piles. Dans le sens transversal, les appareils d’appui fixes sont disposés sur l'appui du milieu, et les mobiles sur les supports latéraux. L’appareil d’appui articulé est en acier et a une grande capacité puisqu’il peut supporter des efforts de 145 000 kN, ce qui constitue le record en Chine.

### Le tablier
Les tabliers supérieur et inférieur sont constitués d’une dalle orthotrope en acier. La tôle d’acier présente une épaisseur de 16 mm. Le tablier supérieur est comporte longitudinalement six poutres, le tablier inférieur en a deux de part et d’autre, sous chaque voie. Des poutres transversales viennent rigidifier chacun des tabliers.

### Système de contreventement
Des contreventements plans longitudinaux sont fixés transversalement sur le tablier inférieur. Ils sont constitués de poutres en « H » soudées en forme de croix. Les poutres d'acier transversales contribuent également aussi à ce système de contreventement.